# Pertti Salolainen
Pertti Edvard Salolainen (* 19. října 1940 v Helsinkách) je finský politik a diplomat, člen Strany národního sjednocení. Působil ve finském parlamentě od roku 1970 do roku 1996 a byl znovu zvolen v roce 2007. V letech 1987-1995 byl finským ministrem zahraničního obchodu, v letech 1991–1994 vedl Stranu národního sjednocení a od roku 1996 do roku 2004 byl velvyslancem Finska v Londýně.

## Kritika
Pertti Salolainen byl kritizován finskými a izraelskými médii a Centrem Simona Wiesenthala, když prohlásil: "Spojené státy mají problém zaujmout neutrálnější postoj v izraelsko-palestinských vztazích, protože mají tak vlivnou židovskou populaci, která má peníze i média do značné míry ve svých rukou."